# Ermitage Saint-Antoine de Peníscola
L’ermitage Saint-Antoine (catalan : ermita de Sant Antoni ; espagnol : ermita de San Antonio) est situé à Peníscola dans la Sierra de Irta à 6 km de la commune. Il date du XVIIe siècle. 

## Histoire
En 1416, Benoît XIII a concédé des indulgences aux visiteurs de la chapelle Saint Antoine, édifice minuscule en comparaison à l'actuel ermitage.
Le bâtiment actuel a probablement été commencé au XVe siècle mais l'agrandissement principal a commencé au milieu du XVIIe siècle, et a été continué en 1675 par le tailleur de pierre Pere Bordes. Les travaux étaient achevés en 1684 car à cette date a été engagé le sculpteur Alexandre Guasch pour réaliser le retable central. En 1688, l'édifice a été inauguré avec la translation de la statue du saint. Durant le XVIIIe siècle ont été effectuées des modifications comme le démontre la date de 1706 gravée sur le portail de l'hôtellerie. Le cœur a été construit dans les années 1854-1855.
Occasionnellement, l'ermitage a servi de paroisse à Peñíscola, comme cela est arrivé durant la Guerre d'indépendance espagnole.

## Architecture
L'ensemble, de typologie populaire, est formé par l'ermitage proprement dit, la maison de l'ermite et l'hôtellerie qui délimitent une cour depuis laquelle s'ouvre une magnifique vue panoramique sur la côte. Dans la partie inférieure du muret qui délimite cette cour, se trouve l'ermitage originel, actuellement en ruines, qui devait être de style roman très simple.
L'ermitage présente une nef unique rectangulaire divisée en deux travées par un arc et couverte par une voûte en berceau, sauf l'abside qui est voûtée en cul-de-four. L'édifice mesure 21,4 mètres de long sur 6,9 mètres de large, et 7 mètres de haut.
La façade présente une porte simple en plein cintre, et au-dessus, une fenêtre, et sur la corniche, un pignon. On y a installé une petite cloche.

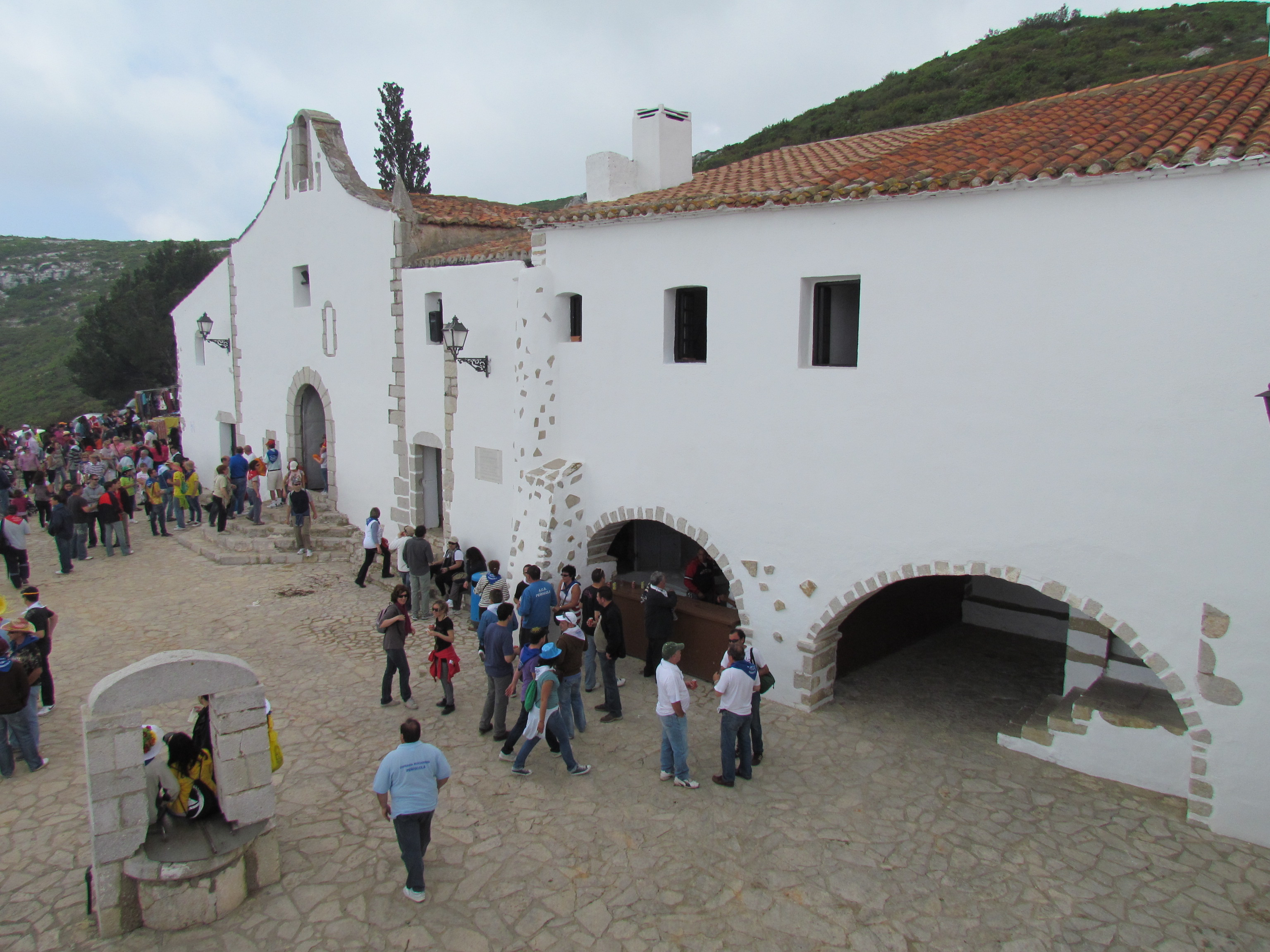
Sant Antoni.
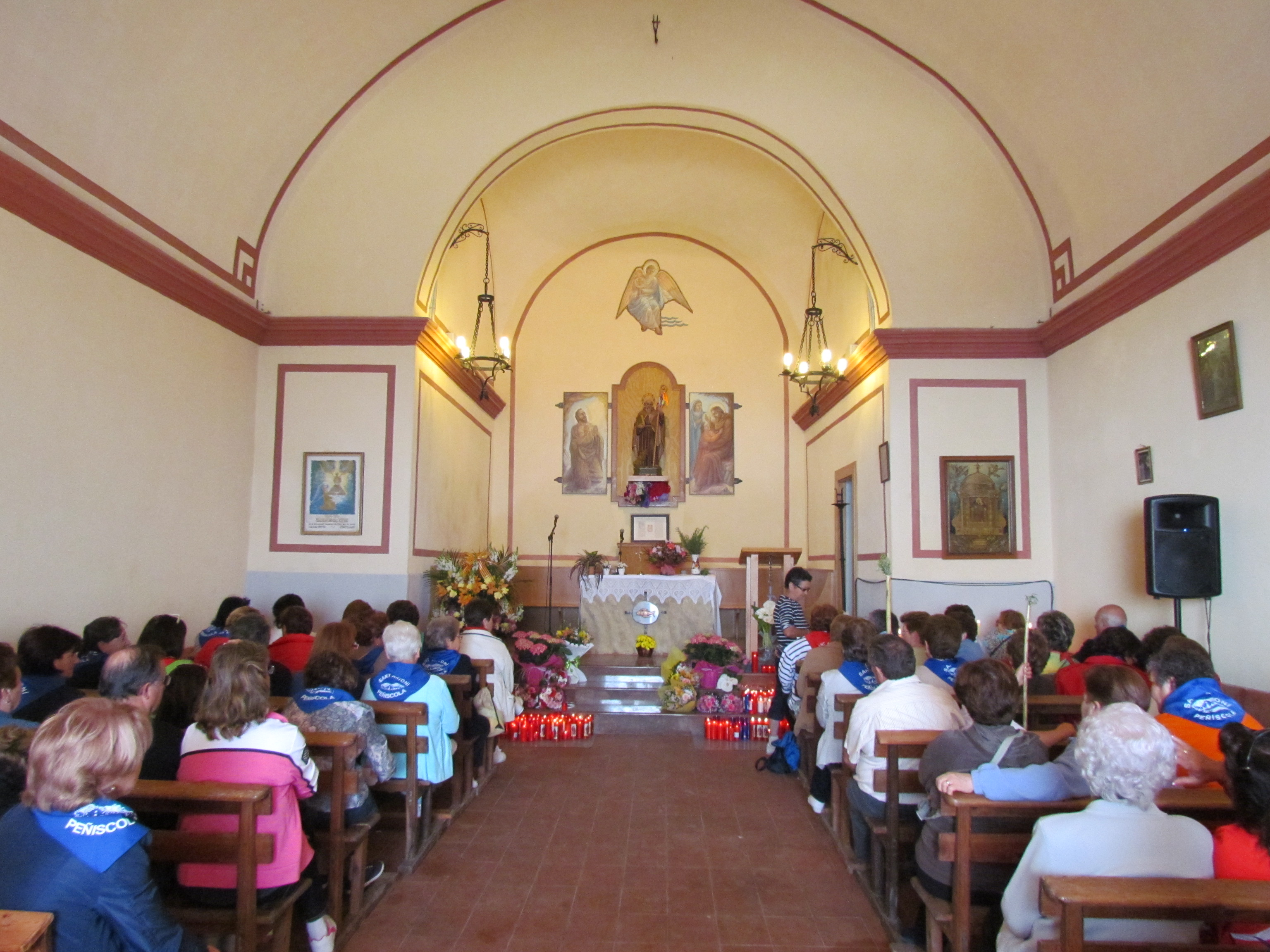
Intérieur de Sant Antoni.
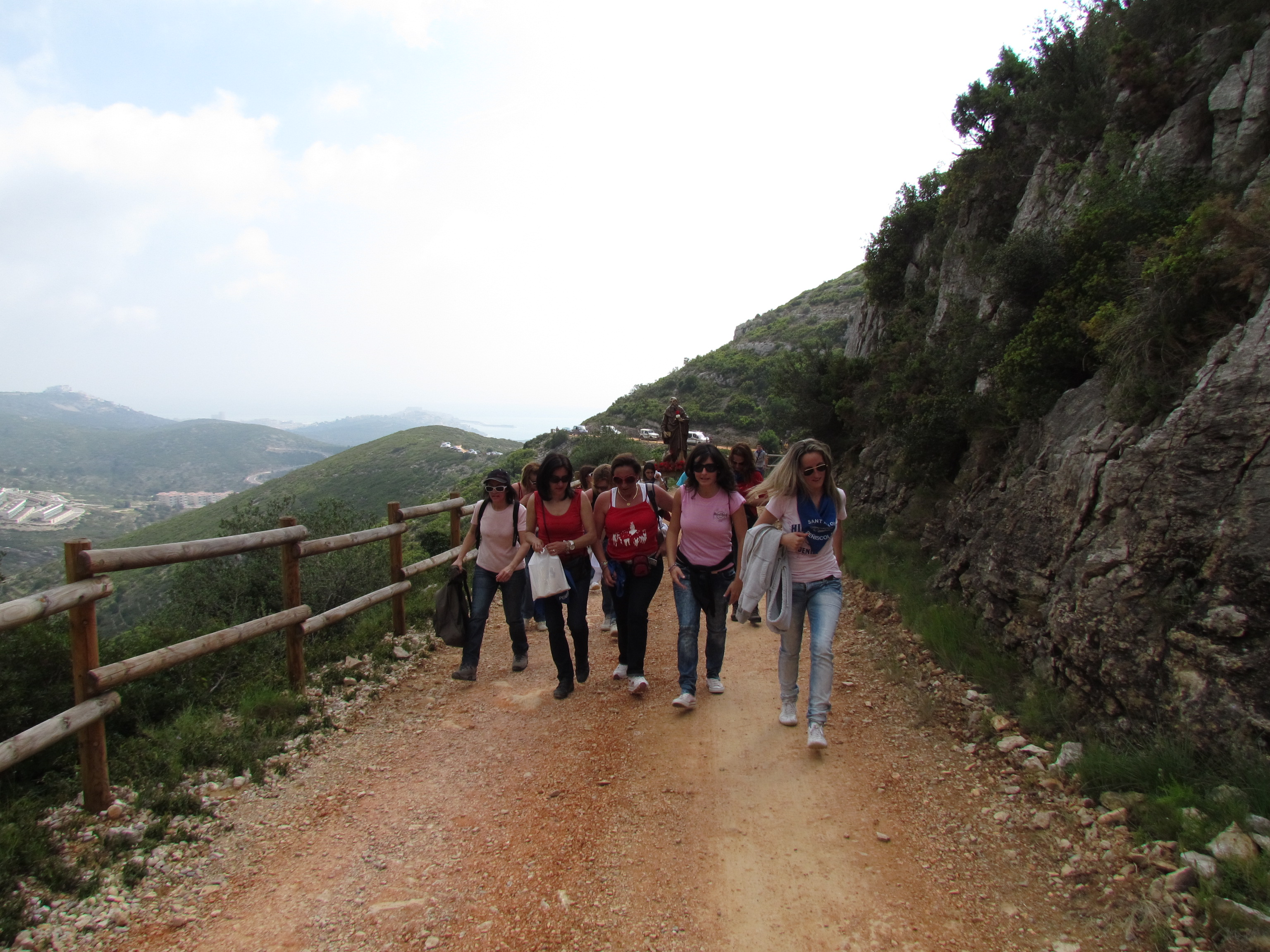
Arrivée de Sant Antoni à l'ermitage.
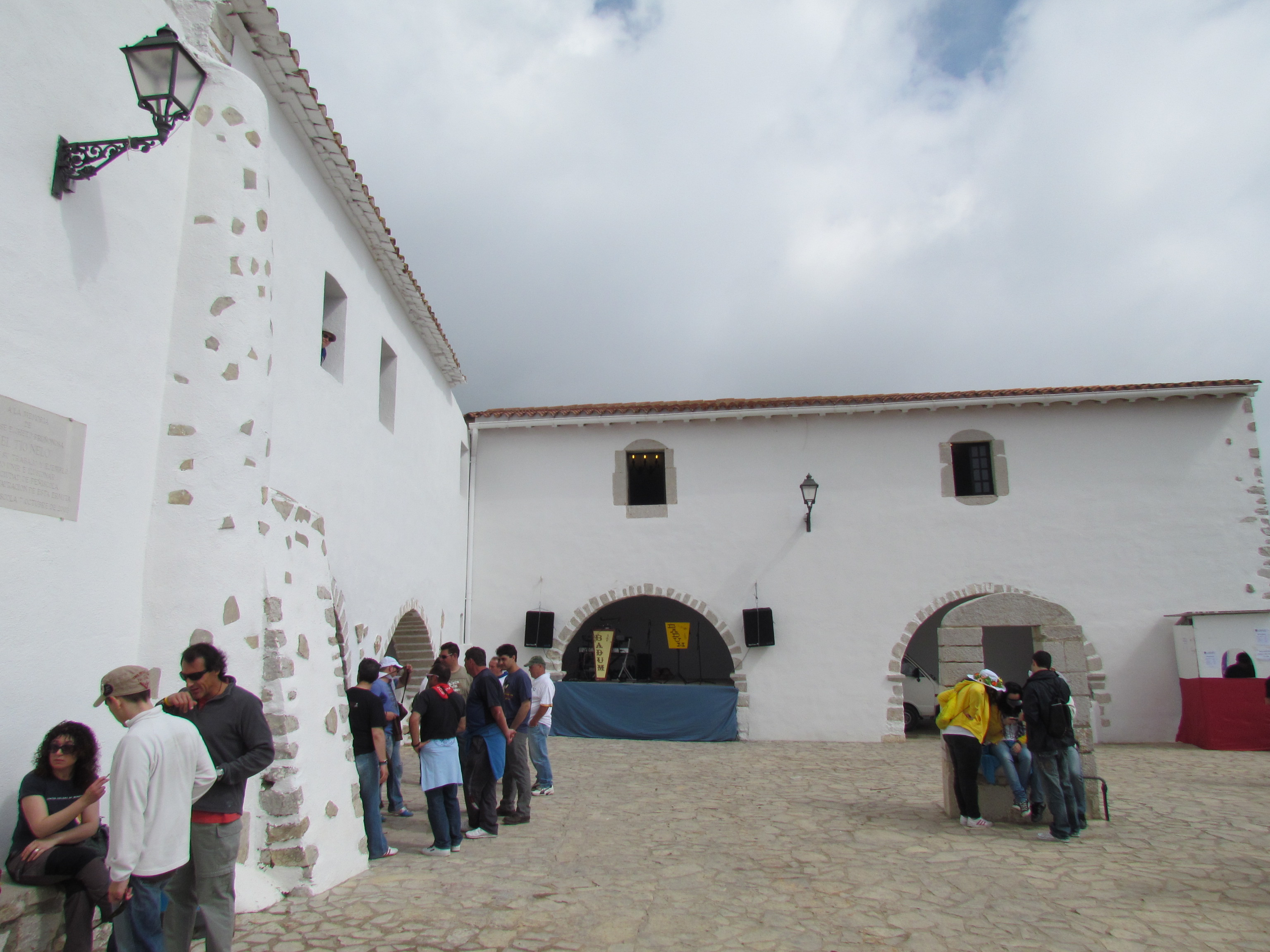
L'hôtellerie.

## Traditions
Chaque année, le dimanche suivant le dimanche de Pâques, est organisé un pèlerinage traditionnel (romeria) jusqu'à cet ermitage depuis Peñíscola, pèlerinage très suivi par la population et qui s'accompagne de nombreuses manifestations de fête. À neuf heures est dite une messe dans l'église paroissiale Santa Maria. Elle est suivie par une procession dans les rues de la ville qui s'achève sur la place. Après une bénédiction, les gens entame le pèlerinage jusqu'à l'ermitage qui est au sud de la ville. Une autre messe est dite ensuite dans l'ermitage à 11 heures du matin. La foule pique-nique ensuite. Commence ensuite un bal qui se poursuit jusqu'à la tombée de la nuit.
Sant Antoni est le patron de Peñíscola en compagnie de la Mare de Déu de l'Ermitana.

## Classement
L'ermitage Saint-Antoine est classé Bien de Relevancia Local (code 12.03.089-006).